# بيام فيلي
بيام فيلي (بالفارسية: پیام فیلی) هو كاتب وشاعر وناشط إيراني.

## سيرة ذاتية
ولدّ فيلي سنة 1985 في كرمانشاه بإيران. بدأ بالكتابة في سنواته العشر المبكرة. فيما نشر كتابه الأول – منبر الشمس سنة 2005 في التاسعة من عمره. خضع الكتابة للرقابة من قبل وزارة الثقافة والإرشاد الإسلامي. بعد ذلك، أعمال بيام فيلي حظرت من النشر في إيران. روايته الأولى – برج وبركة إضافة إلى مجموعة من المقالات القصيرة فراغ قرمزي وماء يتحدث نشرت من قبل لولو في الولايات المتحدة. نشر الكتاب باللغة الفارسية. كتابه الثاني – سأنمو وأثمر ثمار؛ التين نشر في ألمانيا بواسطة دار غاردون للنشر. أعمال أخرى وتتضمن رواية ابن السنوات المغيمة ومجموعة من الأشعار حسناك كانت قد نشرت خارج إيران. إدراج فيلي بالقائمة السوداء في إيران لا يعود فقط بسبب أعماله الأدبية، إنما أيضًا بسبب كونه مثلي علني.
يعيش فيلي حاليًا في تركيا.
في نهاية 2015 زار فيلي إسرائيل كضيف لوزارة لدى وزارة الثقافة الإسرائيلية. نظمت الزيارة بمساعدة وزيرة الثقافة والرياضة ميري ريجيف
ووزير الداخلية سيلفان شالوم، والذي اضطر لإصدار تصريح خاص، حيث لا يسمح لحملة جوازات السفر الإيراني الزيارة.

## جوائز
- شاعر الشهر. مجلة  السليت المفقود.[9]

## وصلات إضافية
- مدونة بيام فيلي
- بيام فيلي: المشي على الماء